# Metopilio spinigerus
Metopilio spinigerus is een hooiwagen uit de familie Sclerosomatidae.